# Wybierak grupowy
Wybierak grupowy – rodzaj wybieraka, elektromechaniczny element komutacyjny w dawnych centralach Strowgera, pierwszego, drugiego, trzeciego i czwartego stopnia łączenia, służący do rejestracji jednej z cyfr abonenta (poza dwoma ostatnimi cyframi, które były odbierane przez wybierak liniowy) i zestawiania połączenia.
Podczas odbierania pulsowego cyfry numeru abonenta przez wybierak grupowy następował wymuszony ruch wybieraka w pionie, zaś liczba kroków odpowiadała wybranej cyfrze. Wybranie cyfry 0 powodowało ruch o 10 kroków. Następnie następował samoczynny ruch szczotek wybieraka grupowego aż do momentu znalezienia wolnego organu następnego stopnia łączenia, tzn. kolejnego wybieraka. Wybierak grupowy pierwszego stopnia łączenia oznaczany jako WG1 był odpowiedzialny za podawanie sygnału ciągłego po podniesieniu słuchawki. W przypadku zajętości wszystkich wybieraków następnego stopnia łączenia wybierak grupowy podawał sygnał zajętości. Pole komutacyjne było podzielone na trzy sekcje: "dolnej setki", "górnej setki" i żyły próbnej. Oprzyrządowanie wybieraka grupowego zawierało pięć przekaźników: A,B,C oraz HA i HB. W Polsce wybieraki grupowe produkował TELKOM ZWUT.